# ボディ・ブローカーズ
『ボディ・ブローカーズ』（原題:Body Brokers）は2021年に公開されたアメリカ合衆国のスリラー映画である。監督はジョン・スワブ、主演はジャック・キルマーが務めた。

## 概略
ユタとオパールはドラッグ依存から抜け出すべく、ロサンゼルスにある治療施設に入所することにした。施設を運営するリネール医師には妙にカリスマ性があり、施設内には異様な雰囲気が漂っていたが、ユタは特に気にしなかった。入所後ほどなくして、ユタは薬を使いたいという欲求を抑え込めるようになったが、ここに至り、リネールは本性をむき出しにしてきた。リネールの正体は詐欺師であり、治療施設は麻薬中毒者を実働要員として一か所に集めるためのカモフラージュでしかなかったのである。
リネールに勧誘されたユタは金銭欲と良心の間で揺れ動くのだった。

## キャスト
- ユタ：ジャック・キルマー
- ウッド：マイケル・K・ウィリアムズ
- メイ：ジェシカ・ロース
- オパール：アリス・イングラート
- リネール医師：ピーター・グリーン
- ヴィン：フランク・グリロ
- ホワイト医師：メリッサ・レオ
- ジャッコ：トーマス・デッカー
- ティナ：サム・クアルチン
- ペニー：レネー・ウィレット
- ミス・ティー：パム・ドハーティ
- シド：オーウェン・キャンベル

## 製作
2019年7月30日、メリッサ・レオ、マイケル・K・ウィリアムズ、フランク・グリロ、ジャック・キルマーの起用が発表された。8月5日、本作の主要撮影がロサンゼルスで始まった。13日、サム・クアルチン、ジェシカ・ロース、ピーター・グリーン、オーウェン・キャンベル、トーマス・デッカーがキャスト入りした。2021年1月2日、クリス・キーティングが本作で使用される楽曲を手掛けるとの報道があった。

## 公開・マーケティング
2020年12月8日、ヴァーティカル・エンターテインメントが本作の全世界配信権を獲得したと報じられた。2021年1月28日、本作のオフィシャル・トレイラーが公開された。

## 評価
本作は批評家から好意的に評価されている。映画批評集積サイトのRotten Tomatoesには25件のレビューがあり、批評家支持率は64%、平均点は10点満点で5.7点となっている。サイト側による批評家の見解の要約は「社会派映画とスリラー映画を自在に往還しようという試み自体は野心的なものだが、不幸なことに、『ボディ・ブローカーズ』には手探り状態のままの箇所が多い。」となっている。また、Metacriticには6件のレビューがあり、加重平均値は64/100となっている。